# Léda Forgó

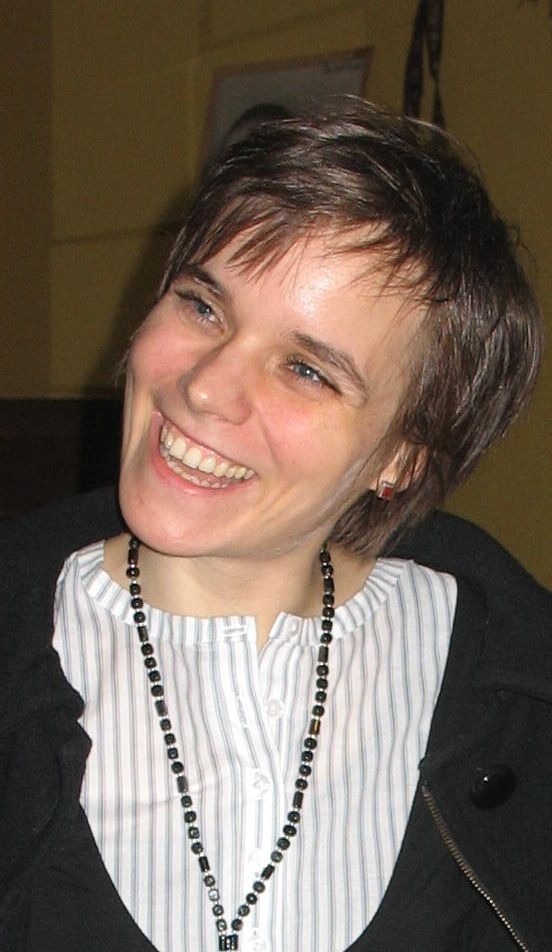
Auf Lesereise 2008 im Taranta Babu in Dortmund

Léda Forgó (* 27. Juli 1973 in Kazincbarcika, Ungarn) ist eine ungarisch-deutsche Schriftstellerin.

## Leben
Léda Forgó lebte bis kurz nach ihrem Abitur in Budapest. Dort spielte sie in mehreren Spielfilmen als Kinderdarstellerin, unter anderem 1984 im Oscar-nominierten Filmdrama Hiobs Revolte. Im Jahr 1994 übersiedelte sie nach Stuttgart, wo sie Geschichte und Figurentheater an der Hochschule für Musik und Darstellende Kunst studierte.
Forgó zog 1998 nach Berlin, um ein Studium Szenisches Schreiben an der Universität der Künste anzutreten, das sie 2002 abschloss. Von 2003 bis 2005 lebte sie in Brandenburg an der Havel, danach wieder in Berlin. Im Jahr 2011 zog sie in ein Dorf in Schleswig-Holstein. Seit 2014 lebt sie mit ihren Zwillingstöchtern in Hamburg.

## Schriften
- Zsolt Pozsgai: Der Mama zuliebe. Whale Songs, 2000. (Theaterstück/Komödie, Übersetzung)
- Großeltern. In: Lichtungen. Graz 2000. (Kurzgeschichte)
- Der Körper meines Bruders. Atrium-Verlag, Zürich 2007, ISBN 978-3-85535-132-9. (Roman)
- Zehen an der Mittelmeerküste. (Lábujjak a Földközi-tenger partján.) In: irodalmijelen, Arad, Rumänien 2008. (Kurzgeschichte)
- Mama Aqua. In: EDIT. Leipzig 2009 (Februar). (Theaterstück (Auszug))
- Warten auf den Aufprall. In: Lichterfeste, Schattenspiele. dtv, München 2009.
- Vom Ausbleiben der Schönheit.Rowohlt, Berlin 2010, ISBN 978-3-87134-676-7. (Roman). Taschenbuchausgabe 2012, ISBN 978-3499254420.
- Viele Kulturen- eine Sprache, Anthologie der Schüler des Recklinghausener Theodor-Heuss-Gymnasium. entstanden unter der Anleitung von Léda Forgó, Metropole Ruhr 2010 & Verein für Literatur Dortmund, 2010.
- Tausendmal stürzen. In: Down Town Berlin – Geschichten aus der Unterstadt. Gangway e.V. 2010, ISBN 978-3-940213-63-1.
- Léni will Leben. In: Nido. Hamburg 2016.
- Wie eine Krebskrankheit das Leben umkrempelte. In: Tagesspiegel. Berlin 2016.
- Lulu hebt ab. In: Nido. Hamburg 2016.(Vorlesegeschichte)

## Förderungen
- Stipendiatin der Friedrich-Naumann-Stiftung (2000–2002)
- Stipendium des Berliner Senats (2000)
- Einladung zur Göttinger Dramatikerwerkstatt (2000)
- Adelbert-von-Chamisso-Förderpreis (2008)
- Arbeitsstipendium der Robert Bosch Stiftung (2009)
- Alfred-Döblin-Stipendium (2010)
- Stipendium Künstlerhaus Schloss Wiepersdorf (2011)
- Literaturstipendium des Landes Baden-Württemberg (2012)
- Arbeitsstipendium der Kulturstiftung des Landes Schleswig-Holstein (2012)
- Anerkennungspreis des Hohenemser Literaturpreises (2013)